# Royal Aircraft Factory B.E.2
Il Royal Aircraft Factory B.E.2 (noto anche come RAF B.E.2) fu un biplano militare biposto monomotore a elica traente progettato da Geoffrey de Havilland nel 1911 e prodotto a partire dal 1912 dall'azienda britannica Royal Aircraft Factory. Il velivolo, appartenente alla prima generazione di aeroplani da guerra ad entrare in servizio con le forze armate britanniche, venne impiegato come ricognitore, bombardiere leggero, caccia notturno e addestratore per tutta la durata del primo conflitto mondiale.
Lento ma caratterizzato da ottime doti di stabilità, il B.E.2 svolse con successo missioni di ricognizione e di bombardamento leggero nella prima parte della guerra; tuttavia, quando nel 1915 entrarono in servizio i nuovi caccia tedeschi Fokker Eindecker, cominciò a subire gravi perdite che poterono essere limitate solo in piccola parte dall'introduzione di una mitragliatrice brandeggiabile a disposizione del secondo membro dell'equipaggio; da allora in poi la sua popolarità presso gli equipaggi andò lentamente calando. Il B.E.2 portò a termine anche alcune operazioni di caccia notturna nei cieli di Londra, nel corso delle quali vennero abbattuti 5 dei dirigibili Zeppelin e Schütte-Lanz che bombardavano la città con il favore del buio.
Venne costruito in oltre 3 000 esemplari.

## Storia del progetto

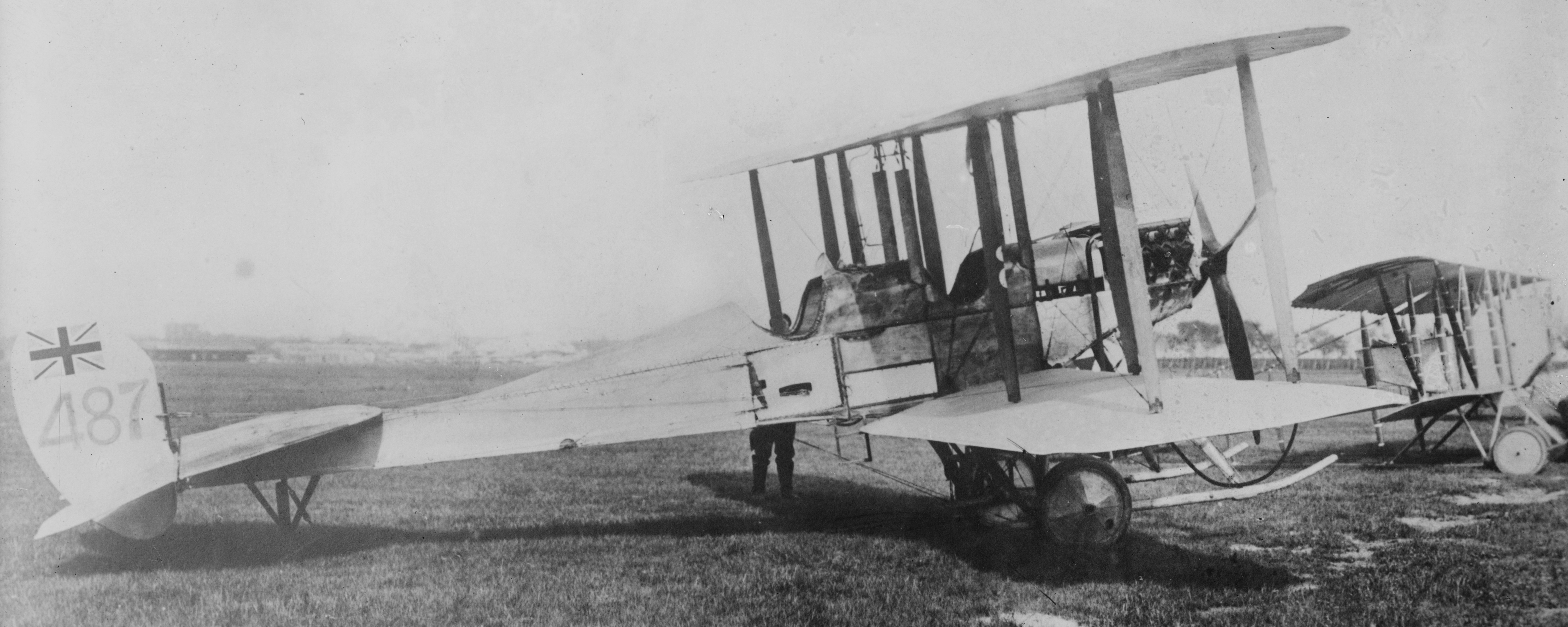
Un B.E.2a in Francia, 1915 - si notino i distintivi di riconoscimento ottico "pre-coccarda".

Il B.E.2, progettato da Geoffrey de Havilland come sviluppo del suo B.E.1, risultava praticamente identico al suo predecessore se non per l'adozione di una diversa motorizzazione, un Renault 8 cilindri a V raffreddato ad aria capace di erogare una potenza pari a 60 hp (45 kW) in luogo del Wolseley 60 hp raffreddato ad acqua. Il prototipo venne portato in volo per la prima volta il 1º febbraio 1912 dallo stesso de Havilland in qualità di pilota collaudatore. Il Renault risultò essere un propulsore molto più soddisfacente rispetto al Wolseley, specialmente dopo che venne adottata, nel maggio di quello stesso anno, una sua versione capace di 70 hp (52 kW) con la quale, il successivo 12 agosto, l'aereo riuscì a conquistare il primato britannico di altitudine raggiungendo la quota di 10 560 ft, pari a 3 219 m. Altri prototipi che avrebbero dato origine ad una serie di varianti derivate del B.E.2 furono il B.E.5 ed il B.E.6, anche questi essenzialmente diversi dal comune progenitore per la differente motorizzazione adottata. Tutti questi modelli erano caratterizzati dalla configurazione alare biplana con ali scalate, l'inferiore spostata verso coda, entrambe dotate di un leggero angolo di diedro e collegate tra loro da una doppia coppia di montanti, due per lato, e che incorporavano, per il controllo del rollio un sistema di svergolamento alare. I modelli non erano dotati di pinne verticali fisse.
Dopo i primi test effettuati presso le strutture della Royal Aircraft Factory tutti i prototipi, incluso il B.E.1, vennero inviati ai reparti del Royal Flying Corps (RFC) per le prove in ambito operativo nel periodo antecedente allo scoppio della prima guerra mondiale, venendo tutti in seguito equipaggiati, durante il servizio, con i motori Renault ed identificati come B.E.2.
I primi esemplari avviati alla serie, sostanzialmente identici ai prototipi, furono fin dall'inizio tutti motorizzati Renault ed identificati come B.E.2a; i B.E.2b che li seguirono rimasero molto simili ma inclusero delle modifiche ai due abitacoli atte a dare una maggior protezione ai due membri dell'equipaggio. Alcuni B.E.2b vennero assemblati con pezzi modificati, una diversa cofanatura del motore ed un diverso carrello d'atterraggio con struttura "a V", ricevendo la designazione B.E.2c, così come vennero così identificati gli esemplari già costruiti che in seguito adottarono queste modifiche. Allo scoppio del conflitto i B.E.2 facevano parte dell'equipaggiamento dei primi tre Squadron RFC destinati a dislocarsi in Francia e fu proprio un B.E.2a del No. 2 Squadron RFC il primo velivolo del Royal Flying Corps a toccare il suolo francese il 26 agosto 1914. L'asso Harold William Medlicott vi ottiene due vittorie con la versione B.E.2c il 19 settembre 1915 e l'11 ottobre successivo.

## Versioni
- B.E.2a[7]
- B.E.2b[8]
- B.E.2c[9]
- B.E.2d[10]
- B.E.2e[11]
- B.E.2f[12]
- B.E.2g[13]

## Utilizzatori
Australia
- Australian Flying Corps

 Belgio
- Aviation militaire

 Estonia
- Eesti õhuvägi[14]

 Grecia
- Polemikó Nautikó

 Paesi Bassi
- Koninklijke Luchtmacht (un solo esemplare)

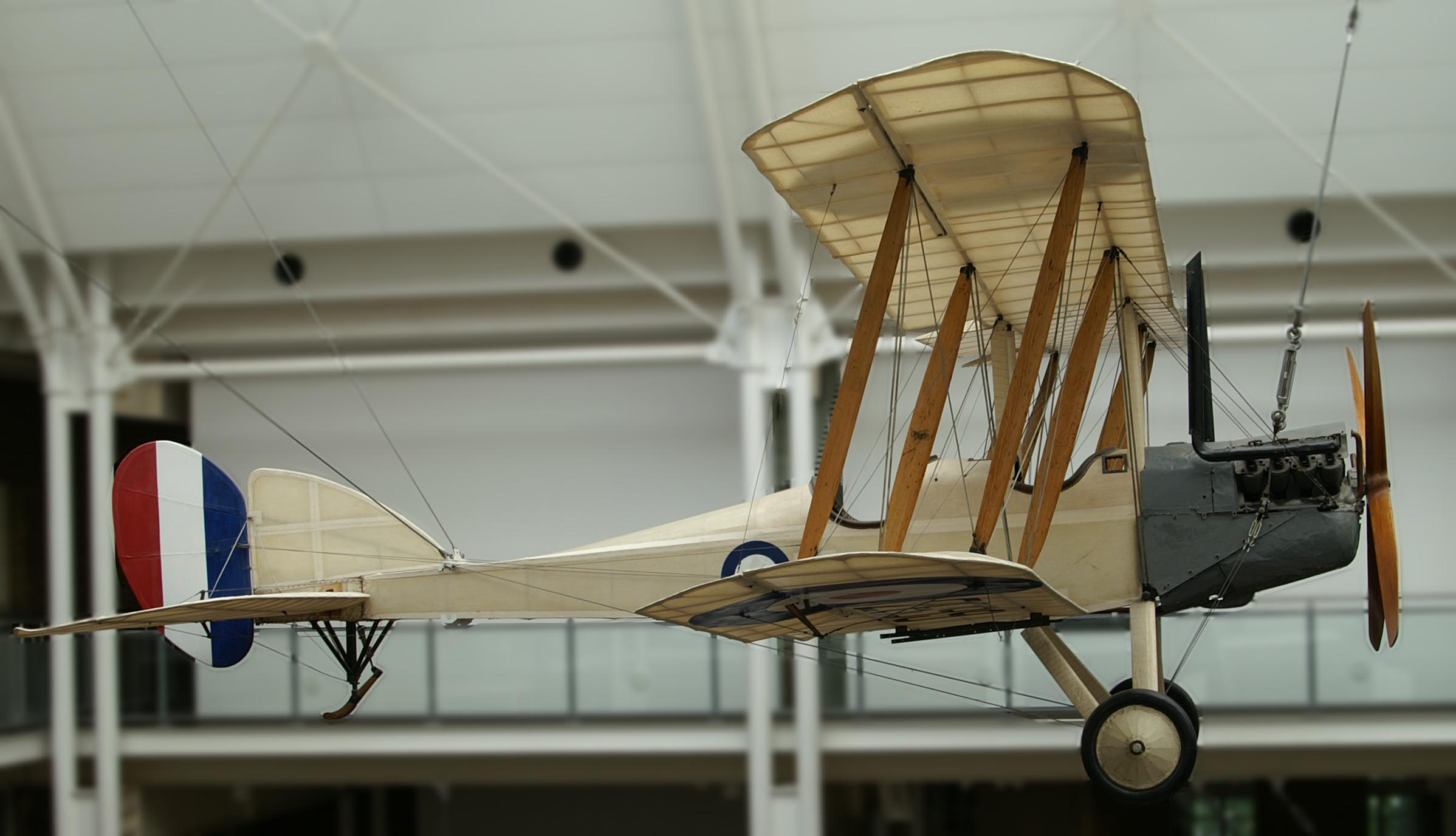
Un B.E.2c originale conservato a Londra, presso l'Imperial War Museum.

 Norvegia
- Hærens flyvåpen

 Sudafrica
- South African Air Force

 Regno Unito
- Royal Flying Corps
- Royal Air Force
- Royal Naval Air Service

 Stati Uniti
- American Expeditionary Forces

## Esemplari attualmente esistenti
Diversi B.E.2 sopravvissuti alla guerra e restaurati, o loro riproduzioni successive, sono esposti presso istituzioni museali di varie parti del mondo, tra cui l'Imperial War Museum e il Royal Air Force Museum, in Inghilterra; 
il Canada Aviation Museum, a Ottawa; il Musée de l'air et de l'espace, a Parigi; il Militaire Luchtvaartmuseum, nei Paesi Bassi; e il Forsvarets flysamling, in Norvegia.
Un B.E.2f, numero di serie A1325, è stato restaurato e rimesso in condizioni di volo dall'associazione neozelandese The Vintage Aviator Ltd alla fine degli anni 2000.

### Libri in italiano
- G. Dicorato, G. Bignozzi, B. Catalanotto, C. Falessi, Storia dell'Aviazione, Milano, Fratelli Fabbri Editori, 1973,  pp. pp. 73-80 vol. Profili, ISBN non esistente.

### Libri in inglese
- (EN)  J.M. Bruce, British Aeroplanes 1914–18, Londra, Putnam, 1957. ISBN non esistente
- (EN)  J.M. Bruce, The Aeroplanes of the Royal Flying Corps (Military Wing). London, Putnam, 1982. ISBN 0-370-30084-X.
- (EN)  J.M. Bruce, The B.E.2, 2a and 2b. Londra, Profile publications, 1966. ISBN non esistente
- (EN)  E.F. Cheesman (a cura di), Reconnaissance & Bomber Aircraft of the 1914-1918 War. Letchworth, Harleyford, 1962. ISBN non esistente
- (EN)  Paul R. Hare, The Royal Aircraft Factory. London: Putnam, 1990. ISBN 0-85177-843-7
- (EN)  Arthur Gould Lee, No Parachute - a fighter pilot in World War I. London, Jarrolds, 1968. ISBN non esistente
- (EN) Owen Thetford, British Naval Aircraft Since 1912, London, Putnam, 1982, ISBN 0-370-30021-1.
- (EN)  Kenneth Munson, Bombers, Patrol and Reconnaissance Aircraft 1914-1919. Londra, Blandford, 1968. ISBN non esistente

### Periodici in inglese
- (EN)  J.M. Bruce, «The B.E.2 Series: Historic Military Aircraft No.7, Part 1» in Flight, 2 aprile 1954, pp. 393–397.
- (EN)  J.M. Bruce, «The B.E.2 Series: Historic Military Aircraft No.7,Part 2» in Flight, 16 aprile 1954, pp. 478–482.
- (EN)  Frits Gerdessen, «Estonian Air Power 1918-1945» in Air Enthusiast n. 18, aprile–luglio 1982, pp. 61–76. ISSN 0143-5450